# Каневская улица (Киев)
Ка́невская у́лица (укр. Ка́нівська ву́лиця) — улица в Подольском районе города Киева, местности Ветряные горы и посёлок Шевченко. Пролегает от Золочевской улицы до улицы Мусы Джалиля.
Примыкают Межевой переулок, улицы Ивана Ижакевича, Чигиринская, Осиповского, Мусы Джалиля, Гамалиевская (Александра Бестужева) и Луки Долинского (Кареловская).

## История
Возникла в 1-й половине XX века под названием 252-я Новая улица. Современное название в честь города Канева — с 1944 года (повторное решение — в 1955 году, предыдущее название — 719-я Новая).